# Socioconstrutivismo
Socioconstrutivismo é uma abordagem interdisciplinar nas ciências humanas (sociologia, pedagogia e psicologia) que tem por objeto o conhecimento e sua gênese, segundo a qual o desenvolvimento humano é socialmente situado e o conhecimento é construído através da interação com os outros.
É, igualmente, tratada na psicologia contemporânea, mais especificamente da psicologia da aprendizagem, começada com a obra de Lev Vygotsky, enfatizada em seus aspectos histórico-culturalistas.
Ela tem recebido denominações variadas, como ‘socioculturalismo’ ou ‘construtivismo social’, embora não tenha qualquer ligação com o strong programme. James Wertsch define como objetivo da abordagem socioconstrutivista da Psicologia a explicação das relações entre o funcionamento da mente humana e as situações culturais, institucionais e históricas nas quais este funcionamento ocorre.
Como o construcionismo social, o construtivismo social afirma que as pessoas trabalham juntas para construir artefatos. Enquanto o construcionismo social se concentra nos artefatos que são criados por meio das interações sociais de um grupo, o construtivismo social se concentra no aprendizado de um indivíduo que ocorre por causa de suas interações em um grupo.
Um exemplo muito simples é um objeto como um copo. O objeto pode ser usado para muitas coisas, mas sua forma sugere algum "conhecimento" sobre o transporte de líquidos. Um exemplo mais complexo é um curso online – não apenas as "formas" das ferramentas de software indicam certas coisas sobre como os cursos online devem funcionar, mas as atividades e textos produzidos dentro do grupo como um todo ajudarão a moldar o comportamento de cada pessoa dentro desse grupo. O desenvolvimento cognitivo de uma pessoa também será influenciado pela cultura em que está envolvida, como a língua, a história e o contexto social. Para um relato filosófico de uma possível ontologia social-construcionista, ver o debate sobre Realismo direto e indireto.
Rejeitando a noção de que a origem da construção do conhecimento é o indivíduo, essa a corrente adota a tese de que o conhecimento é uma construção social fruto de interação entre sujeitos.
Vygotsky, influenciado por Karl Marx, tentou encontrar uma resposta de caráter nuclear para as funções psicológicas superiores humanas que evitasse o dualismo mente-corpo. Seu modelo de aprendizagem queria ser uma alternativa marxista à concepção construtivista piagetiana centrada no indivíduo. Para ele toda função psicológica aparece duas vezes: primeiro em nível social e, mais tarde, em âmbito individual: primeiro entre pessoas – interpsicológica – e depois, no interior da própria criança – intrapsicológica. Isto poderia ser aplicado igualmente à atenção voluntária, à memória lógica e à formação de conceitos: para Vygotsky todas as funções superiores são construções que se originam como relações entre seres humanos. Esta tese é oposta a do suíço Jean Piaget, que vê o desenvolvimento das estruturas cognitivas como necessário para possibilitar a aprendizagem.
Para Piaget a transmissão social é necessária para o desenvolvimento das funções cognitivas em nível mais avançado, mas não suficiente, porque a ação social é ineficaz sem assimilação ativa da criança, o que pressupõe instrumentos operatórios adequados. A abordagem socioconstrutivista tem em comum com o construtivismo social a convicção de que o conhecimento é uma produção social. No entanto, apesar de suas indefinições ontológicas, essa abordagem adota um realismo ontológico.

## Conceito

### Lev Vygotsky
Lev Vygotsky nasceu em Orsha, na Bielorrússia e foi influenciado por seu primo, David Vygodsky. Se formou na Universidade Estadual de Moscou em 1917 e começou a trabalhar primeiramente no Instituto de Psicologia de Moscou. Logo a seguir, trabalhou em outras instituições, tanto educacionais, quagos educacionais, que snto de pesquisa e clínicas, em Moscou, em Leningrado e em Kharkov, onde pesquisou extensivamente sobre as ideias de desenvolvimento cognitivo.
Além de ser um pioneiro nesta área, Vygotsky foi também um grande escritor. Seu principal trabalho contém 6 volumes, que foram escritos em 10 anos. Seu interesse acadêmico era muito amplo e passava pelas áreas do desenvolvimento psicológico, desenvolvimento infantil e desenvolvimento educacional. O contexto filosófico que seus estudos continham incluem não somente interpretações sobre o papel cognitivo no desenvolvimento de mediações, mas também a reinterpretação de conceitos psicológicos, como a noção da internalização do conhecimento. Vygotsky introduziu a noção de "zona de proximidade de desenvolvimento", uma metáfora inovadora que era capaz de descrever o potencial futuro do desenvolvimento cognitivo humano. Seu trabalho cobriu tópicos muito diversos, e passaram por ramos como a psicologia da arte, o desenvolvimento de funções mentais, a filosofia da ciência e as metodologias de pesquisas psicológicas, a relação entre o aprendizado e o desenvolvimento humano, a formação de conceitos, a inter-relação entre as linguagens e o desenvolvimento do pensamento, os estudos de disfunções de aprendizado, e o estudo do desenvolvimento humano além do normal.
As principais contribuições de Lev Vygotsky foram descritas em "Mente em Sociedade" (1930, 1978) e em "Pensamento e Linguagem" (1934, 1986). Ele, independentemente, acabou chegando às mesmas conclusões que Piaget a respeito da natureza construtiva do desenvolvimento e do potencial humano.

### Educação
O socioconstrutivismo tem sido estudado por muitos psicólogos da educação em todos os lugares do mundo, pois são eles que estão naturalmente preocupados com a implicação desta teoria no aprendizado das pessoas. O construtivismo é uma das teorias que explicam o desenvolvimento infantil. Foi criado por Jean Piaget através de sua teoria do desenvolvimento cognitivo. Ele também acreditava que as crianças deveriam desenvolver um conhecimento do mundo para elas próprias. Este pensamento entra em contraste com o behaviorismo, em que o desenvolvimento nasce através de formas específicas de aprendizado, onde as pessoas, teoricamente, são vistas como passivas e receptoras de influências naturais do ambiente onde vivem, as quais ajudam a transformar seu comportamento e o seu saber. A teoria de Piaget interpreta que as pessoas aprendem de forma ativa, participando ativamente de seu aprendizado, e não de forma passiva como diz a teoria do behaviorismo. O socioconstrutivismo é mais amplo que o construcionismo, incorporando o papel de outros fatores, inclusive da cultura, no desenvolvimento. Neste sentido, ele também pode ser comparado à teoria do aprendizado social, enfatizando a interação através da observação.

### Principiologia
O construtivismo social é uma metateoria em sociologia baseada no livro de 1966 A construção social da realidade de Peter L. Berger e Thomas Luckmann. O foco do construtivismo social é traçar as maneiras pelas quais a realidade social e os fenômenos sociais individuais são construídos. O método sociológico associado examina como as pessoas criam e institucionalizam fenômenos sociais e os transferem para tradições, passando-os para as novas gerações. Trata-se da descrição das instituições, da ação social etc., mas menos da busca de causas e efeitos. A realidade social é vista como algo dinâmico e processual que é constantemente moldado pelas ações das pessoas e suas interpretações delas.e seu conhecimento do mundo é produzido e reproduzido. Muitas direções de pesquisa posteriores, como estudos de gênero e estudos culturais, referem-se a conceitos de construtivismo social.
Constructos sociais ou construções sociais descrevem os efeitos colaterais e consequências das decisões humanas, uma conexão com as leis "divinas" ou "naturais" não é assumida. As construções sociais não são indeterminismo radical, mas o construtivismo social se vê como o oposto do essencialismo. O construtivismo social tenta principalmente descrever a vida e a participação de indivíduos e grupos no mundo. Isso inclui, por exemplo, como os fenômenos sociais surgem, como eles se tornam realidade (“objetificam-se”), como eles se institucionalizam e, finalmente, se transformam em tradições e culturas.
A construção social é, portanto, um processo contínuo de mudança e adaptação que é aceito pelas pessoas e também impulsionado pela participação ativa. As interpretações, os motivos e o conhecimento das pessoas formam a base desse processo. Como as construções sociais não são criadas pela natureza, elas precisam de apoio e manutenção constantes por meio da ação e da consciência humanas. No entanto, o processo de construção social também envolve mudanças, pois as novas gerações podem modificar e redesenhar as construções sociais com sua participação. Por exemplo, o significado de termos como “justiça” ou “lei” pode mudar ao longo do tempo.

## Implicações
O construtivismo social tem sido estudado por muitos psicólogos que se preocupam com suas implicações para o ensino e a aprendizagem. O construtivismo social estende o construtivismo ao incorporar o papel de outros atores e da cultura no desenvolvimento. Nesse sentido, também pode ser diferenciado com a teoria da aprendizagem social, enfatizando a interação sobre a observação. Para mais informações sobre as dimensões psicológicas do construtivismo social, torna-se relevante mencionar o trabalho de Annemarie Sullivan Palincsar. As ferramentas psicológicas são um dos conceitos-chave na perspectiva sociocultural de Lev Vygotsky.
O aumento de discussões em sala de aula está de acordo com sua teoria. Afinal de contas, muitas são as vantagens que resultam da implementação de discussões em sala de aula para as pessoas envolvidas. A participação em discussões de grupo permite, aos estudantes, generalizar e transferir conhecimentos mutuamente e os permite expressar suas ideias oralmente. Muitos estudos argumentam que as discussões em sala de aula são extremamente importantes, além de ser um teste, para que os estudantes expressem e testem suas ideias, simplifiquem as ideias dos outros, e aprendam mais profundamente o assunto abordado antes de expressá-los. Grupos grandes ou pequenos são beneficiados com oportunidades de aprendizado de autorregulação, autodeterminação e desejo de perseverar com objetivos. Adicionalmente, a discussão aumenta a motivação dos estudantes e aumenta a habilidade de resolver problemas. Aumentar a oportunidade dos estudantes de conversarem e argumentarem uns com os outros e discutir suas ideias aumenta a habilidade de racionalizar o que estão pensando, desenvolver um sentido de autocrítica, e argumentar suas opiniões uns com os outros. Além disto, o sentimento de participação e colaboração aumenta, já que os estudantes passam a discutir em seus círculos e, como consequência disto, até mesmo sua confiança tende a aumentar.
Estudos descobriram que os alunos não estão regularmente acostumados a participar do discurso acadêmico. Martin Nystrand argumenta que os professores raramente escolhem a discussão em sala de aula como um formato instrucional. Os resultados do estudo de três anos de Nystrand (1996) com foco em 2.400 alunos em 60 salas de aula diferentes indicam que o típico professor de sala de aula gasta menos de três minutos por hora permitindo que os alunos conversem sobre ideias entre si e com o professor. Mesmo dentro desses três minutos de discussão, a maioria das conversas não é uma discussão verdadeira porque depende de perguntas dirigidas pelo professor com respostas predeterminadas.
Múltiplas observações indicam que os alunos de escolas de baixo nível socioeconômico e classes mais baixas têm ainda menos oportunidades de discussão. Professores que ensinam como se valorizassem o que seus alunos pensam, criam aprendizes. A discussão e o discurso interativo promovem a aprendizagem porque proporcionam aos alunos a oportunidade de usar a linguagem como demonstração de seus pensamentos independentes. A discussão provoca respostas sustentadas dos alunos que incentivam a construção de significado por meio da negociação com as ideias dos outros. Este tipo de aprendizagem “promove a retenção e o processamento em profundidade associado à manipulação cognitiva da informação”.
Um ramo recente de trabalho que explora as perspectivas construtivistas sociais sobre a aprendizagem concentra-se no papel das tecnologias sociais e das mídias sociais na facilitação da geração de conhecimento e compreensão socialmente construídos em ambientes online.

### Discurso acadêmico
Em uma abordagem construtivista, o foco está nas convenções socioculturais do discurso acadêmico, como citar evidências, proteger e impulsionar reivindicações, interpretar a literatura para apoiar as próprias reivindicações e abordar contra reivindicações. Essas convenções são inerentes a uma abordagem construtivista, pois valorizam a natureza comunicativa e interpessoal da escrita acadêmica com um forte foco em como o leitor recebe a mensagem. O ato de citar o trabalho de outros é mais do que uma atribuição precisa; é um importante exercício de pensamento crítico na construção de um "eu" autor e escritor.

### Construcionismo social
O socioconstrutivismo não pode ser confundido com o construcionismo social, teoria multidisciplinar objeto da sociologia e da Psicologia Social. Enquanto o construcionismo social foca nos aprendizados que seriam criados por interações sociais de grupos (aspecto social), o socioconstrutivismo foca no aprendizado do indivíduo que acontece como resultado de sua interação com um grupo (aspecto individual).
O construcionismo social é uma teoria em sociologia, ontologia social e teoria da comunicação que propõe que certas ideias sobre a realidade física surgem do consenso colaborativo, em vez da pura observação da referida realidade. A teoria centra-se na noção de que os significados são desenvolvidos em coordenação com os outros e não separadamente por cada indivíduo. Tem sido frequentemente caracterizada como neomarxista ou também como uma teoria neokantiana, na medida em que o construcionismo social substitui o sujeito transcendental por um conceito de sociedade ao mesmo tempo descritivo e normativo.
Enquanto algumas construções sociais são óbvias, por exemplo dinheiro ou o conceito de moeda, em que as pessoas concordaram em dar importância/valor, outras são controversas e muito debatidas, como o conceito de auto-identidade. Isso articula a visão de que as pessoas na sociedade constroem ideias ou conceitos que podem não existir sem a existência de pessoas ou linguagem para validar esses conceitos.
Há um construcionismo social fraco e forte. O construcionismo social fraco se baseia em fatos brutos — fatos que não são socialmente construídos, como, sem dúvida, fatos sobre partículas físicas — ou fatos institucionais (que são formados a partir de convenções sociais). Tem-se objetado que o forte construcionismo social mina o fundamento da ciência como a busca da objetividade e, como teoria, desafia qualquer tentativa de falsificá-la.

## Críticas
Estudos comprovam que estudantes não são acostumados, de uma forma geral, a participar em discussões acadêmicas. De acordo com uma pesquisa feita no decorrer de 3 anos, elaborada por Nystrand (1996), professores raramente elegem discussões em classe como forma de ensino. Os resultados da pesquisa, que teve 2 400 participantes de 60 salas de aula diferentes, indicam que os professores dedicam menos de 5% do seu tempo à discussão em classe. Mesmo dentro destes 5%, as discussões não são nada produtivas, já que os alunos estão pouco acostumados a falar e acabam não se expressando de maneira eficaz, ficando, nas mãos do professor, a responsabilidade de conduzir perguntas (normalmente com respostas preestabelecidas) eficientes para que boas ideias sejam geradas.
Muitos estudos indicam que o nível de compartilhação de ideias através de discussão em grupos é ainda menor em escolas com menor desenvolvimento socioeconômico; as oportunidades de comunicação e aprendizado nestes ambientes são ainda menores.
Professores que valorizam as ideias de seus alunos criam pessoas que aprendem e se desenvolvem. A discussão através de grupos de discussão estimula as ideias de cada pessoa, não somente por elas estarem expondo o que pensam, mas também por serem obrigadas a filtrar, se autocriticar e se comunicar de maneira eficaz com os outros. Este tipo de aprendizado "promove a retenção e o aprendizado pleno, que está associado a manipulação cognitiva das informações".

### Alan Sokal
O caso Sokal é usado não apenas como argumento contra as tendências pós-modernas da ciência em geral, mas também como argumento contra o construtivismo social. Argumenta-se que o ensaio de Alan Sokal, de 1996, Transgressing the Boundaries: Towards a Transformative Hermeneutics of Quantum Gravity ("Transgredindo os limites: em direção a uma hermenêutica transformadora da gravidade quântica"), publicado na revista Social Text, demonstra, na forma de uma piada ou paródia científica, que o construtivismo social em si é apenas socialmente construído. Isso seria o mesmo que com o construtivismo radical existe o risco de uma contradição interna: a validade universal do princípio "a realidade é a realidade que construímos" seria definida como verdade objetiva, mas como nenhum conhecimento sobre a verdadeira natureza das coisas poderia ser adquirido por isso mesmo, isso seria também ser "objetivo", uma definição impossível em si mesma.
De fato, Alan Sokal aponta para esse argumento circular do construtivismo e tenta provar com vários exemplos que o ambiente social pode ter um efeito (geralmente apenas temporariamente) na teoria científica, mas que os critérios muito mais importantes e influentes a favor ou contra as teorias científicas basicamente decorrem de experimentos e observações repetíveis. Karin Knorr-Cetina respondeu em 1984 que a concepção, implementação e avaliação dos experimentos é, no entanto, realizada por cientistas que também são seres sociais e assim se daria a possibilidade de as ciências naturais trabalharem também estariam presos em uma “circularidade do categórica".
Finalmente, Sokal argumenta que, devido à falta de conhecimento especializado, as pessoas de fora geralmente não conseguem julgar por que um modelo explicativo foi preferido em detrimento de outro. Por exemplo, resultados que os defensores do construtivismo social descrevem como “motivados socialmente” geralmente têm uma razão científica plausível, que um leigo, no entanto, não entende imediatamente. No entanto, é justamente essa plausibilidade que é examinada nas ciências sociais, pois trata do fechamento (e, portanto, do processamento social) das controvérsias científicas.

### Anthony Giddens
Anthony Giddens acusa os inventores do construtivismo social, Berger e Luckmann, de negligenciar o efeito das estruturas sociais e o aspecto da passagem do tempo. Esses dois aspectos são fundamentais para o uso das estruturas sociais. A proposta alternativa de Giddens é sua teoria da estruturação, publicada em 1984.

### Ian Hacking
No contexto de uma análise de discurso sobre a tradição do construtivismo social moderno, Ian Hacking critica, entre outras coisas, o uso generalizado e muitas vezes irrefletido da metáfora da "construção social". Hacking refere-se a uma riqueza de estudos que examinam uma ampla variedade de fenômenos ao longo das linhas de “A Construção Social de X”. É verdade que exista a prova de que algo é socialmente construído, todavia, a metáfora da construção social também teve um efeito chocante por muito tempo ao oferecer uma alternativa genérica a uma ideologia dominante posta.
Para ele, o uso dessa metáfora da construção social estaria esgotada. Agora é questionável como os fenômenos investigados poderiam ser construídos de outra forma que não "social" e qual o papel que o significado de "construir" no sentido de "construir" ou "montar a partir de partes" realmente desempenha. Hacking exige um uso mais sofisticado da ideia de construção social, o que claramente limitaria o construtivismo social.

### Ulrich Kutschera
Em sua monografia “The Gender Paradox” (o paradoxo do gênero), o biólogo evolucionista Ulrich Kutschera critica o construtivismo social a partir de uma perspectiva científica. Referindo-se aos Estudos de Gênero, Kutschera argumenta: “Os seres humanos e outros seres vivos não se constroem, mas evoluem ao longo de milhões de anos em processos descendentes longos, imprevisíveis, ambientalmente dependentes, impulsionados por eventos de simbiogênese (fusão celular), dinâmica de placas tectônicas e seleção natural dirigida”. Kutschera também suspeita que os construtivistas sociais confundem sua interpretação da realidade com o conceito neurobiológico de construtivismo radical. Nesta disciplina biocientífica, a questão principal é "se a realidade que é independente do aparato de reconhecimento é causada por nossa percepção (e, portanto, processos cerebrais neuronais pesquisáveis)."

## Filosofia
O forte construtivismo social como abordagem filosófica tende a sugerir que "o mundo natural tem um papel pequeno ou inexistente na construção do conhecimento científico". De acordo com Maarten Boudry e Filip Buekens, a psicanálise freudiana é um bom exemplo dessa abordagem em ação.
No entanto, Boudry e Buekens não afirmam que a ciência bona fide é completamente imune a toda socialização e mudanças de paradigma, meramente que a forte afirmação social construtivista de que todo conhecimento científico é construído ignora a realidade do sucesso científico.
Uma característica do construtivismo social é que ele rejeita o papel da necessidade sobre-humana na invenção e descoberta do conhecimento ou na sua justificação - a chamada "Teoria heróica da invenção e desenvolvimento científico", segundo a qual os principais autores de invenções e descobertas científicas são indivíduos heróicos únicos - ou seja, "grandes cientistas" ou "gênios".
No campo da invenção, vê a contingência como tendo um papel importante na origem do conhecimento, com interesses históricos e recursos influenciando a direção do crescimento do conhecimento matemático e científico. Na área de justificação, embora reconhecendo o papel da lógica e da razão nos testes, também aceita que os critérios de aceitação variam e mudam ao longo do tempo. Assim, as provas matemáticas seguem padrões diferentes no presente e em diferentes períodos do passado, como argumenta Paul Ernest.